# Pere Nunyes

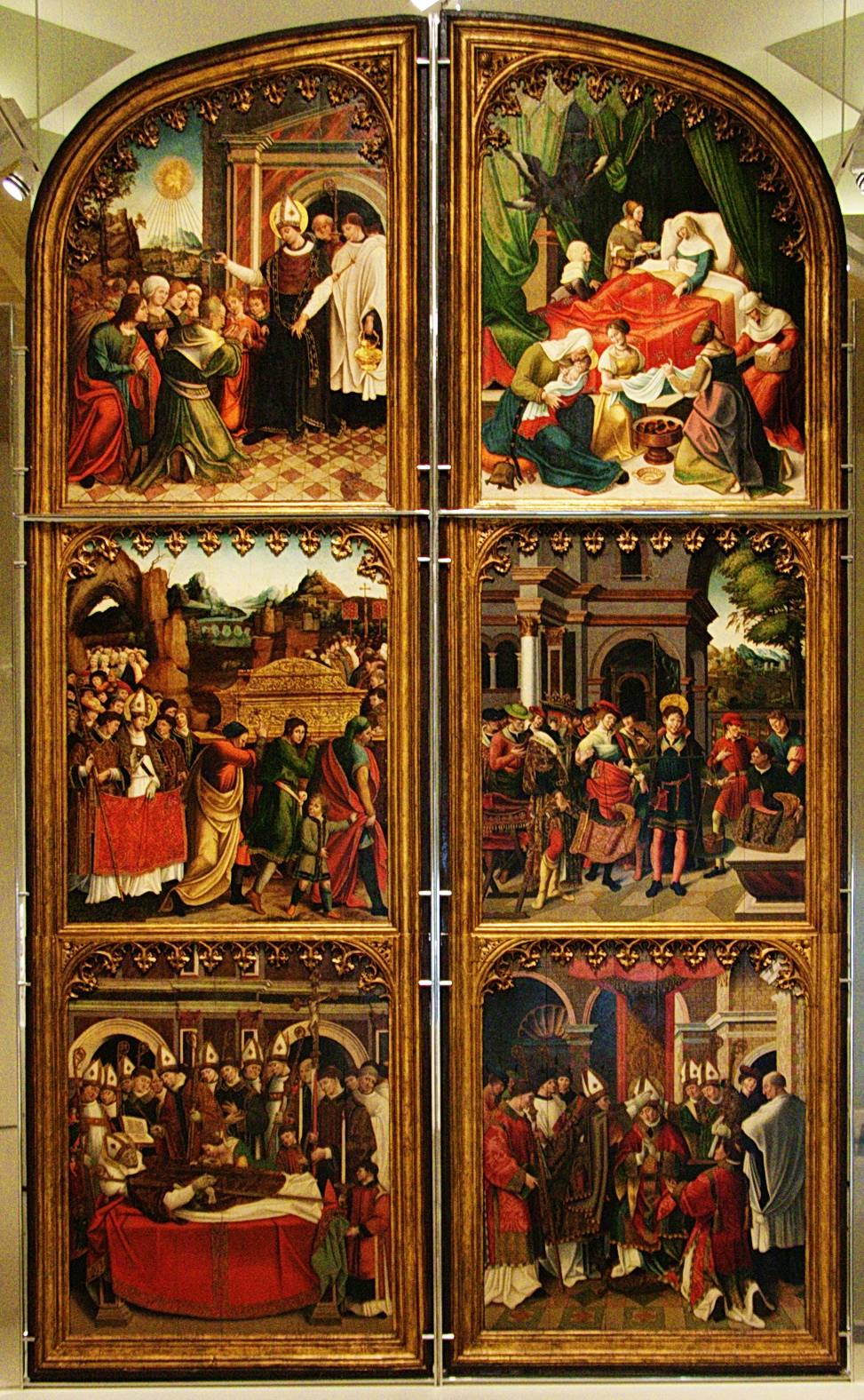
Puertas del retablo de san Eloy, h. 1526, temple sobre tabla, 593 x 280 cm, Barcelona, Museu Nacional d'Art de Catalunya.

Pere Nunyes, en origen, probablemente, Pedro Nunes (Portugal, siglo XV - Barcelona, 1554) fue un pintor portugués establecido en Cataluña. 
Se estableció en Barcelona entre 1508 y 1513, continuando la labor emprendida por Joan de Burgunya dentro de la escuela pictórica renacentista barcelonesa. Su estilo acusa una fuerte influencia italiana, de tono rafaelesco, mezclada con un cierto manierismo inspirado en la escuela de Amberes, así como en la pintura alemana, preferentemente de Durero. 
Terminó los retablos de Santa María del Pino y San Martín de Capilla (1527-1533), y elaboró por cuenta propia los de San Eloy de los Plateros para la Basílica de la Merced (1526-1529, actualmente en el MNAC) y de la Pasión en la iglesia de los Santos Justo y Pastor de Barcelona (1528-1530). En colaboración con Nicolau de Credença y su compatriota Henrique Fernandes confeccionó los retablos de San Ginés de Vilasar de Dalt (1534) y de San Severo del Hospital de Clérigos (1541-1542, actualmente en el Museo Diocesano de Barcelona).